# Xăngti Moocgan

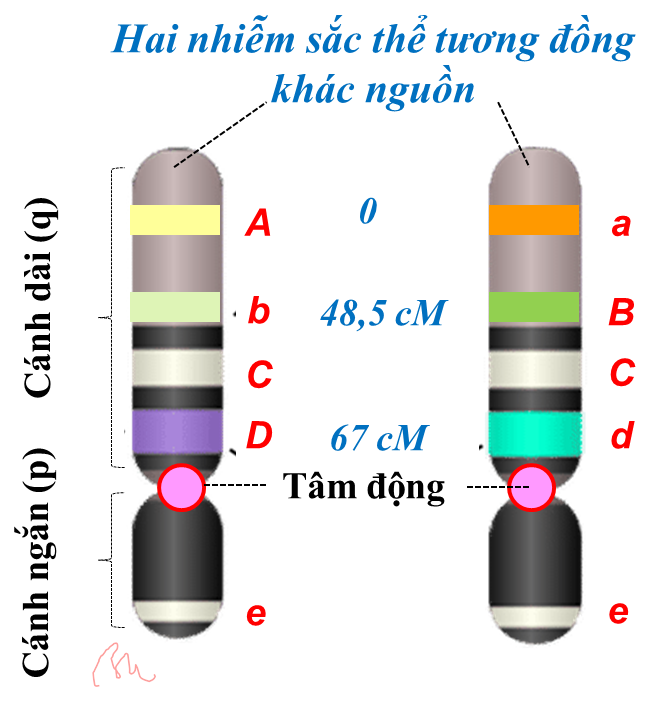
Hình 1: Sơ đồ biểu diễn khoảng cách giữa 2 lô-cut gen giả định là A/a đến B/b = 48,5 cM; còn B/b đến D/d = 67 cM - 48,5 cM = 18,5 cM.

Xăngti Moocgan là đơn vị đo lường trong di truyền học dùng để biểu thị khoảng cách tương đối giữa các lô-cut cùng ở một nhiễm sắc thể. Thuật ngữ này dịch theo kiểu phiên âm từ tiếng Anh centimorgan (IPA: /ˈsɛntɪˌ ˈmɔːgən/). Ở Việt Nam, từ tiếng Anh này hiện đã có nhiều cách phiên âm khác như: xêntimogơn, hay centimoocgan.
Vì Moocgan là tên của Thomas Hunt Morgan, nên khi viết tắt, thì xăngti Moocgan viết là cM và cũng là để tránh nhầm với cm là xăngtimét. Tuy đơn vị cM này biểu thị khoảng cách giữa các gen theo đường thẳng trên một nhiễm sắc thể, nhưng cM không phải là một đơn vị đo lường vật lí (như milimet chẳng hạn), nên mới xác định chức năng của đơn vị này là đo khoảng cách tương đối. Trong quá trình nghiên cứu bản đồ di truyền, cM đã được dùng phổ biến trên thế giới, nên còn được gọi bằng tên khác là map unit (đơn vị bản đồ, viết tắt là m.u) có giá trị hoàn toàn như cM.
Khoảng cách tương đối này có cùng giá trị với tần số hoán vị (kí hiệu f), với mỗi % của f có giá trị bằng 1cM.
Ví dụ: Thay vì nói "tần số hoán vị giữa gen A và B là 30%", ta có thể nói "gen A cách gen B 30cM".

## Lược sử

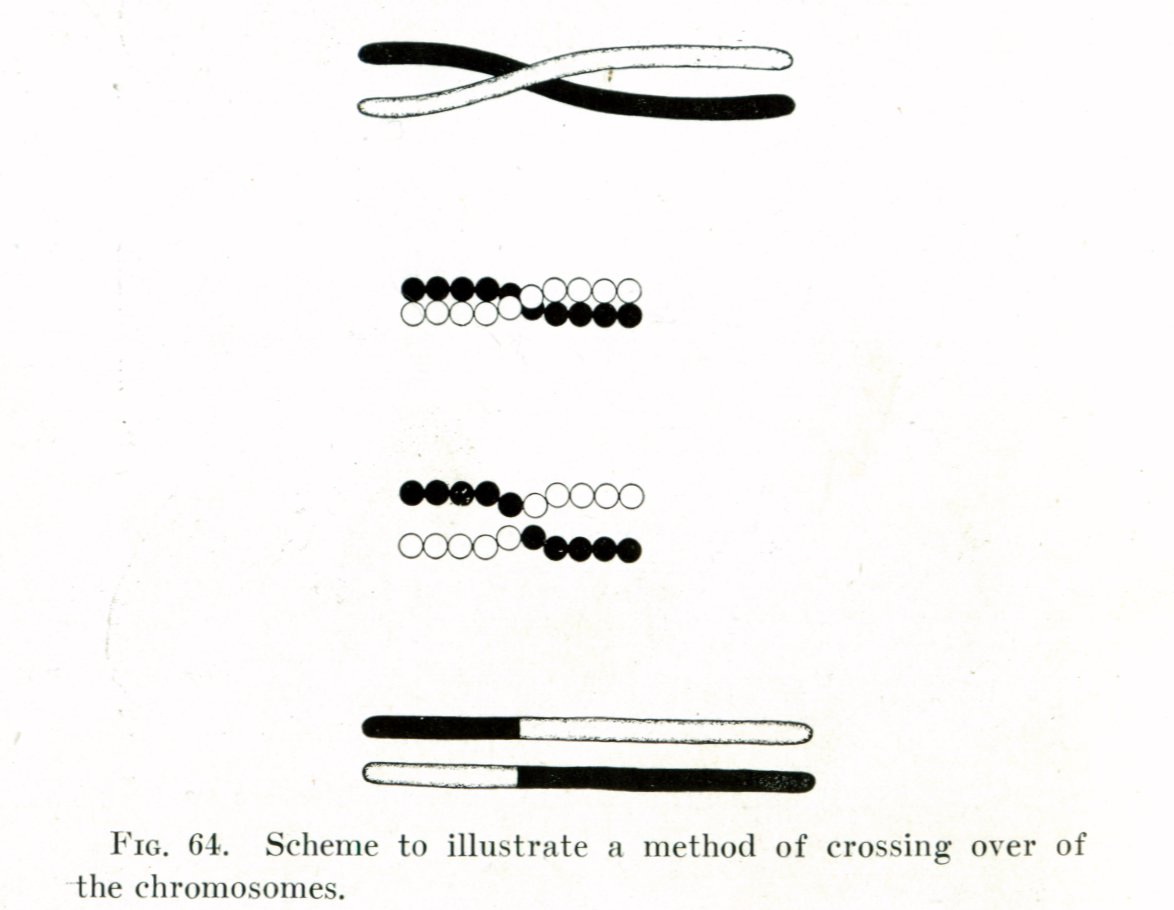
Hình 2: Ảnh chụp lại trang sách của Moocgan về gen liên kết, trong đó mỗi lô-cut gen như một hạt trong chuỗi hạt.

Thuật ngữ "centiMorgan" do nhà di truyền học nổi tiếng người Mỹ là Alfred Henry Sturtevant đề xuất để vinh danh giáo sư của mình là Thomas Hunt Morgan.
- Vào khoảng những năm đầu của thập ki 1910, khi phát triển học thuyết di truyền nhiễm sắc thể, Moocgan cho rằng các gen nằm trên nhiễm sắc thể, nghĩa là một nhiễm sắc thể mang nhiều gen nằm dọc theo chiều dài của nó và các gen này không di truyền độc lập theo quy luật Menđen nữa, mà liên kết với nhau tạo ra hiện tượng liên kết gen, tức di truyền liên kết. Morgan hình dung rằng các gen trên cùng một nhiễm sắc thể cũng tương tự như các hạt ngọc trai trên cùng một chuỗi (hình 2). Tuy nhiên, Moocgan cũng phát hiện ra rằng các gen đã liên kết như thế có thể "đổi chỗ" cho nhau gây ra hoán vị gen mà sau này gọi là một kiểu tái tổ hợp tương đồng. Sự đổi chỗ này thường xảy giữa các gen xa nhau trên nhiễm sắc thể, do đó tỉ lệ xuất hiện các loại kiểu hình tái tổ hợp tương đồng phản ánh khoảng cách giữa các lô-cut này. Tỉ lệ càng cao thì khoảng cách càng xa.[9]
- Sau khi Moocgan trình bày giả thuyết của mình, Alfred Henry Sturtevant - hồi đó mới là sinh viên 19 tuổi, đang học tập và làm việc dưới sự hướng dẫn của Moocgan - nhận thấy rằng tần số trao đổi chéo có liên quan đến khoảng cách, thì có thể sử dụng thông tin này để "đo" khoảng cách giữa hai gen trên một nhiễm sắc thể. Bời vì hai gen càng cách xa nhau trên một nhiễm sắc thể thì càng có nhiều khả năng tách nhau ra trong quá trình tái tổ hợp (và ngược lại). Bởi vậy, trong một tác phẩm công bố năm 1913, Sturtevant đã giải thích: "tỷ lệ trao đổi chéo có thể được sử dụng như một chỉ số đo khoảng cách giữa hai nhân tố (tức gen) bất kỳ". Từ rất nhiều dữ liệu thí nghiệm của Moocgan, của mình cũng như các cộng sự, Sturtevant thức nhiều đêm để vẽ sơ đồ các gen và khoảng cách giữa chúng, đó là bản đồ gen trên nhiễm sắc thể đầu tiên của loài người.[9]

## Công thức tính

### 1. Thí nghiệm của Morgan
- Moocgan nhận thấy ruồi giấm (Drosophila melanogaster) thường có cơ thể màu xám nhạt, còn cánh dài bình thường. Nhưng ông cũng phát hiện các cá thể ruồi đột biến lại có thân màu đen và cánh teo hẳn chỉ còn dấu vết (cụt cánh). Ông gọi các alen đột biến này là b (black) và v (vestigal). Trong các thí nghiệm tìm hiểu về các alen này, ông đã xác định được: màu xám của thân là tính trạng trội hoàn toàn so với màu đen, còn cánh dài bình thường là tính trạng trội hoàn toàn so với cánh cụt. Bởi vậy ông gọi:

- alen quy định thân xám là b+ (trội so với alen b);
- alen quy định tính trạng cánh dài v+ (là trội so với alen v.
- Sau khi lai tạo được ruồi đực dị hợp tử xám, dài (kí hiệu b+b v+v), ông đã cho nó lai phân tích với ruồi cái thân đen, cánh cụt (bbvv) thì được đời con chỉ có 2 kiểu hình là xám, dài và đen, cụt với tỉ lệ bằng nhau:

P: ♂ b+b v+v × ♀ bbvv → F1: 1 xám, dài + 1 đen, cụt. Đó là phép lai thuận (thể dị hợp là ruồi đực).
Vì ruồi cái chỉ cho một loại trứng duy nhất là bv, nên ông khẳng định ruồi đực chỉ có hai loại tinh trùng b+v+ và bv, mà không có b+v và bv+, nghĩa là lôcut b+v+ cùng ở một nhiễm sắc thể, còn bv ở nhiễm sắc thể tương đồng kia; do đó kiểu gen của ruồi cái P viết là {\displaystyle {\frac {b+v+}{bv}}}hay b+v+//bv (xem gen liên kết).
- Tuy nhiên, khi tiến hành phép lai nghịch (thể dị hợp là ruồi cái), thì thu được kết quả = 965 xám, dài + 944 đen, cụt + 206 xám, cụt + 185 đen, dài. Như vậy, ở ruồi con đã xuất hiện hai kiểu hình "lạ" là xám, cụt và đen, dài với tỉ lệ: (206 + 185)/(965 + 944 + 206 + 185) = 0,17; nghĩa là số trứng "lạ" này   chiếm 17%.

### 2. Vận dụng củaSturtevant

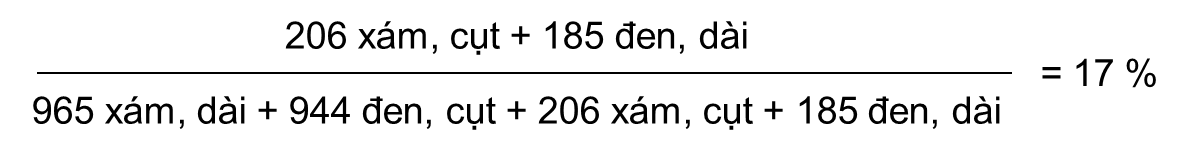
Hình 3: Cách tính tần số hoán vị gen, từ đó suy ra khoảng cách là cM.

- Vì ruồi đực trong thí nghiệm lai nghịch nói trên chỉ cho một loại tinh trùng duy nhất là bv, nên Moocgan khẳng định ruồi cái dị hợp (BV//bv) đã phát sinh bốn loại trứng gồm:

- hai loại "cũ" chiếm 100% - 17% = 83% là b+v+ và bv,
- còn hai loại "lạ" là b+v và bv+ chiếm 17%.
- Bởi vì Moocgan đã chứng minh lôcut b+ hoặc b và lô-cut v+ hoặc v ở cùng một nhiễm sắc thể   (trong thí nghiệm về gen liên kết), nên Sturtevant khẳng định: lô-cut gen b+ hoặc b và lô-cut gen v+ hoặc v cách nhau 17 cM.[1][5]
- Như vậy, trong cách tính trên, thì Sturtevant đã tính tỉ lệ của các cá thể tái tổ hợp (các cá thể có kiểu hình "lạ") trên tổng số cá thể thu được trong phép lai phân tích thể dị hợp về hai cặp alen (hình 3).

Nghĩa là 1% tần số hoán vị gen = 1 cM.

### 3. Công thức toán học
- Do cách tính của Sturtevant thực chất là vận dụng toán thống kê xác suất, nên sau ông đã có nhiều nhà khoa học trình bày công thức này ở dạng tổng quát hơn như sau.

- Nếu gọi tần số hoán vị gen giữa hai lô-cut A và B là r (recombination), còn gọi d (distance)là khoảng cách đo bằng cM giữa hai lô-cut đó, thì: {\displaystyle d_{AB}=-50\cdot \log(1-2\cdot r_{AB}).}
- Tương tự trên, nếu có ba lô-cut là A, B và C cùng ở một nhiễm sắc thể, đã xác định được tần số hoán vị giữa A với B và B với C là r, thì khoảng cách giữa A với C là
{\displaystyle (1-2\cdot r_{AC})=(1-2\cdot r_{AB})\cdot (1-2\cdot r_{BC})}
- Tổng quát hơn nữa, nếu áp dụng công thức phân bố của Poa-xông, thì cách tích là

{\displaystyle \Pr[{\text{tái tổ hợp}}|{\text{liên kết}}d{\text{ cM}}]=\sum _{k=0}^{\infty }\Pr[2k+1{\text{trao đổi chéo}}|{\text{liên kết }}d{\text{ cM}}]}
{\displaystyle {}=\sum _{k=0}^{\infty }e^{-d/100}{\frac {(d/100)^{2\,k+1}}{(2\,k+1)!}}=e^{-d/100}\sinh(d/100)={\frac {1-e^{-2d/100}}{2}}\,}

## Hạn chế
Đơn vị cM ngày nay vẫn còn được sử dụng phổ biến trong giảng dạy di truyền học phổ thông, nhưng hiếm được sử dụng trong di truyền phân tử, do sự phát triển mạnh mẽ trong hơn một thế kỉ qua của sinh học hiện đại.
- cM (centiMorgan) không phải là đơn vị đo lường phản ánh đúng khoảng cách chính xác, mà cM thực chất là một phép đo xác suất thống kê.
- Không bao giờ tất cả các đoạn DNA trên nhiễm sắc thể đều có cùng cấu trúc như nhau và tần số tái tổ hợp giống nhau.
- Tần số trao đổi chéo của các loài là khác nhau.
- Đơn vị m.u. hay cM thực chất là tần số tái tổ hợp tính trong mỗi 100 lần giảm phân tạo giao tử. Kiểu tính này thường chỉ đúng với các lô-cut gen gần nhau, nhưng không đáng tin cậy cho các lô-cut gen xa nhau vì còn có khả năng bắt chéo nhiều lần dẫn đến trao đổi chéo kép phức tạp.

Ngày nay, 1 cM trung bình ứng với khoảng 1 triệu cặp base, tuy nhiên số cặp base chính xác lại thay đổi tuỳ loài do độ xoắn của nhiễm sắc thể chứa DNA không giơng nhau giữa các loài.